# Wu Jie
Dans ce nom chinois, le nom de famille, Wu, précède le nom personnel.
Wu Jie (sinogrammes simplifiés: 吴杰, chinois traditionnel: 吳杰, pinyin: Wú Jié), né le 26 octobre 1963) est un pilote de chasse de la Force aérienne chinoise et un astronaute sélectionné en 1996 pour faire partie du Programme Shenzhou.

## Biographie
Il est né dans la ville de Zhengzhou, dans la province de Henan en Chine. En 1987, il est diplômé de l'École d’Ingénierie de la Force aérienne de l'armée populaire de libération (PLAAF) puis de l'École de Vol de la PLAAF. Il devient pilote de chasse et possède à ce jour plus de 1100 heures de vol à son actif.
En Novembre 1996, lui et Li Qinglong, un autre pilote de chasse chinois, commencent leur entrainement en Russie, au Centre d'entraînement des cosmonautes Youri-Gagarine. Un an après, ils retournèrent en Chine et officièrent comme instructeurs pour le premier groupe de taïkonautes du programme Shenzhou. Avant le lancement du vol Shenzhou 5 il a été supposé que Wu feraient partie de la mission mais a finalement été remplacé par Yang Liwei.
Wu fit partie des 6 astronautes potentiels pour le vol Shenzhou 6 et s’entraîna à cet effet mais n'a à ce jour effectué aucun voyage spatial.